# Kepa Blanco
Kepa Blanco González est un footballeur espagnol né le 13 janvier 1984 à Marbella, qui évolue au poste d'attaquant.

## Palmarès

### Club
- FC Séville
  - Vainqueur de la Coupe de l'UEFA en 2006 (6 matchs, 1 but) et 2007 (6 matchs, 3 buts).
  - Vainqueur de la Supercoupe de l'UEFA en 2006.
  - Vainqueur de la Coupe du Roi d'Espagne en 2007 (3 matchs, 1 but).

### Équipe nationale
- Espagne
  - 2005 : Médaille d'or aux Jeux méditerranéens de football